# 小野友樹
小野友樹（日语：／ Ono Yūki，1984年6月22日—），日本的男性声優。早稻田大學運動科學系畢業。血型為AB型。目前並沒有隸屬任何經紀公司，屬於自由身。

## 人物
- 是同為聲優的谷山紀章的大粉絲。當聲優的最大理由正是因為想成為谷山紀章的同事。

在谷山紀章擔任主唱的搖滾樂團GRANRODEO於2013年舉辦的LIVE「GRANRODEO LIVE 2013 G8 ROCK☆SHOW」上擔任場內主播。
- 對於遊戲的喜好十分廣泛，例如溜溜球和足球都十分厲害。國中及高中都是足球隊，在全國大賽有出場經驗。溜溜球的專業資格。因此，他所演繹的角色（約書亞）就有使用溜溜球。
- 與原英士、豐永利行、江口拓也、岡本信彥、花江夏樹關係不錯。和原英士是Atomic Monkey的同期。
- 2013年獲得第七回聲優獎助演男優賞。
- 於2017年10月1日離開Atomic Monkey成為自由身，並報告自己在七年前與一般女性結婚[1][2]。
- 對虛擬Youtuber文化相當熱衷，除了委託人製作了live2D模型[3]之外，也與彩虹社、Hololive Production等事務所旗下藝人有過諸多合作[4][5]

## 演出作品
※粗體字表示說明飾演的主要角色。

### 電視動畫
2006年
- KERORO軍曹（宇宙人）
- 西方善魔女（兵士A）
- 夢使者（車站員）
- 涼宮春日的憂鬱（電腦研究部部員D）

2007年
- 戀愛天使安琪莉可（研究員2、隊員）
- Saint October（約書亞）
- 四聖獸（魔物A）
- 奔向地球（Dr.ノルディー、男學生）
- 初音島II（學生、スターター）
- Myself ; Yourself（學生會會長、男子學生、アニメレッド）
- 蟲之歌（學生們）
- 銀魂（德川茂茂、店長）

2008年
- 惡作劇之吻（渡邊、スタート係、店員、教師、男子學生A、弟子C、男子學生）
- 神薙（男子學生）
- 地獄少女 三鼎（同僚）(第16話)
- 初音島II（學生）
- 遊☆戲☆王5D's（鬼柳京介）

2009年
- 只想告訴你（荒井一市）

2010年
- SD高達三國傳（趙雲高達、袁紹軍兵士、伝令）
- 學生會長是女僕（芳野詠太、しょぅ（二階堂匠生）、客B、直江、参加者D、参加者B、エリカ命男）
- 海月姬（稻荷的部下）
- 超級機械人大戰OG -The Inspector-（DC残党員、オペレーター、研究者B、ジオンパイロットB）
- 麵包超人（くまのおじさん）
- 女僕咖啡廳（嵐山步、刈部正衛、男子、ギターの生徒（歌唱・演奏）、白宇宙人）
- 笨蛋測驗召喚獸（夏川俊平）
- Battle Spirits Brave（部下）
- 妖精的尾巴（傑森）
- MR.MENショー（ドジドジくん、コチョコチョくん）

2011年
- 閃電十一人GO（貴志部大河）
- 少年同盟（塚原要）
- 只想告訴你 2ND SEASON（荒井一市）
- 銀魂（德川茂茂）
- Steins;Gate（ヴァイラルアタッカーズ）
- 超級機械人大戰OG -The Inspector-（ノイエDCオペレーター、コロニー統合軍パイロットA）
- 世界一初戀（来賓）
- 丹特麗安的書架（士兵）
- 決鬥大師Cross Shock（クリーチャーC、クリーチャーF）
- DOG DAYS（エミリオ、敵戰士A、騎士B、兵士）
- 妖怪少爺～千年魔京～（京妖怪、役人、男子、陰陽師）
- HIGH SCORE（日语：HIGH SCORE）（藤原麗二、大門先生、斧男）
- 笨蛋測驗召喚獸2（夏川俊平、担任）
- HUNTER×HUNTER（第2作）（船員A）
- BLOOD-C（住民）
- 變研會（女装A氏）
- 靈媒老師在身邊（日语：ほんとにあった!霊媒先生）（鰐淵、貓B、魚屋、犯人A、露美男）
- MR.MENショー2（ドジドジくん、コチョコチョくん）

2012年
- 妖狐×僕SS（男子1）
- 少年同盟2（塚原要）
- 黑子的籃球（火神大我）
- SKET DANCE（三鄉）
- 男子高中生的日常（唐澤俊之）
- 最強學生會長（人吉善吉）
- 最強學生會長 異常（人吉善吉）
- 窮神（水江浦島子〈浦島太郎〉）
- 鄰座的怪同學（富岡、名古屋）
- 嘟嘟貓觀察日記
- Battle Spirits Sword Eyes（空·遼洋）
- 冰菓（無伴奏合唱部員）
- 心連·情結（渡瀨伸吾）
- Muv-Luv Alternative Total Eclipse（帝國軍衛士A、同事）
- TARI TARI（濱田徹）

2013年
- 打工吧！魔王大人（蘆屋四郎〈惡魔大元帥艾謝爾〉）
- 初音島III（芳乃清隆）
- 櫻花莊的寵物女孩（學長B、教師B）
- 翠星上的加爾岡緹亞（古格爾）
- 革神語（神薙）
- 花牌情緣2（江室凌雅）
- 人魚又上鉤（魚龍）
- 惡魔倖存者2（狂戰士）
- 革命機Valvrave（犬塚久間）
- 魔界王子 devils and realist（麥克羅福特·斯華洛）
- 銀之匙 Silver Spoon（稻田真一郎）
- 噬血狂襲（迪米特列·瓦特拉）
- 黑子的籃球 第2季（火神大我）
- 鑽石王牌（伊佐敷純）
- 夜櫻四重奏 -花之歌-（篠塚英二）
- 銀狐（絹川泰介）
- 機巧少女不會受傷（馬格努斯／赤羽天全）
- 義風堂堂！！兼續和慶次（花田數馬）

2014年
- 流浪神差（浦澤）
- HAMATORA ─超能偵探社─（莫拉爾／Moral）
- 龍孃七七七埋藏的寶藏（八真重護）
- 月刊少女野崎同學（堀政行）

2015年
- 無頭騎士異聞錄 DuRaRaRa!!×2 承（六條千景）
- DOG DAYS''（艾米利歐·亞拉席德）
- The Rolling Girls（里克）
- 黑子的籃球 第3季（火神大我）
- 鑽石王牌 第2季（伊佐敷純）
- 境界的輪迴（鬼屋的靈）
- 亞爾斯蘭戰記（薩拉邦特）
- 银魂°（德川茂茂、影武者）
- 食戟之靈（伊薩米·阿爾迪尼）
- 山田君與7人魔女（龜田滿、品川大地）
- 無頭騎士異聞錄 DuRaRaRa!!×2 轉（六條千景）

2016年
- 疾走王子Alternative（黛遊馬）
- 無頭騎士異聞錄 DuRaRaRa!!×2 結（六條千景）
- 這名男子，從事魔法工作（神島千晴）
- JoJo的奇妙冒險-不滅鑽石（東方仗助）
- Terra Formars ~火星任務~ 復仇（爆致嵐）
- 雙星之陰陽師（神威[6]）
- 食戟之靈 貳之皿（伊薩米·阿爾迪尼）
- 亞爾斯蘭戰記 風塵亂舞（薩拉邦特）
- 吸血鬼僕人（千駄谷鐵）
- OZMAFIA!!（哈梅爾）
- 野球少年（門脇秀吾）
- 超心動！文藝復興（帶刀凜太郎）
- 我太受歡迎了，該怎麼辦？（五十嵐祐輔）

2017年
- 昭和元祿落語心中 -助六再現篇-（信之助〈青年期〉）
- 碧藍幻想 The Animation（格蘭）
- 潔癖男子青山！（堀川）
- 咕嚕咕嚕魔法陣（豎紋鼠杂兵）
- 食戟之靈 餐之皿（伊薩米·阿爾迪尼）
- TSUKIPRO THE ANIMATION（在原守人）
- 卡片戰鬥!! 先導者G Z（伽斯提爾）[7]

2018年
- 續 刀劍亂舞－花丸－（大包平）
- 牙鬥獸娘（谷優牛）
- 銀河英雄傳說 Die Neue These 邂逅（約翰·羅貝爾·拉普[8]）
- 食戟之靈 餐之皿 遠月列車篇（伊薩米·阿爾迪尼）
- 最終休止符（傑克斯、大神晃牙）
- 惡魔高校D×D HERO（帝釋天）
- 千銃士（阿里·帕夏[9]）
- 暮光幻影（克里斯·鮑恩）
- Angolmois 元寇合戰記（朽井迅三郎[10]）
- 搖曳莊的幽奈小姐（冬空凩）
- 我讓最想被擁抱的男人給威脅了。（東谷准太）
- 寄宿學校的茱麗葉（犬塚露壬雄）
- CONCEPTION（弓削齋[11]）

2019年
- 偶像夢幻祭（大神晃牙[12]）
- 鑽石王牌 act II（伊佐敷純）
- 這個勇者明明超TUEEE卻過度謹慎（魔人化的戰帝）
- 刺客守則（庫法·梵皮爾[13]）
- 花牌情緣3（江室凌雅）
- BEASTARS（路易）
- pet（日语：ペット_(漫画)）（悟）

2020年
- 別對映像研出手！（機器人研究社小野）
- SHOW BY ROCK!! Mashumairesh!!（喬）
- 索瑪麗與森林之神（海德拉）
- 昨日之歌（湊[14]）
- 巨人族的新娘（凱烏斯・ラオ・ビステイル）
- 文豪與鍊金術師 ～審判的齒輪～（檀一雄）
- 戀與製作人（白起 ハク(HAKU)）
- 炎炎消防隊 貳之章（瀧義尾瀨[15]）
- 憂國的莫里亞蒂（約翰·H·華生）

2021年
- BEASTARS（第2期）（路易）
- 花樣滑冰Stars（冰室泰冴）
- SHOW BY ROCK!! STARS!!（喬）
- 裏世界遠足（古雷格上士）
- 偶像★進行曲（龍膽椿）
- 卡片戰鬥!! 先導者 overDress（桃山團治[16]）
- 死神少爺與黑女僕（菲利普）
- TSUKIPRO THE ANIMATION 2（在原守人）
- 境界戰機（布萊德·瓦特）
- 特斯拉筆記（ボゼ）
- 狂熱深淵 迷失的孩子（布雷克·榮恩）
- 魔法科高中的劣等生 追憶篇（班、南風原）

2022年
- 佐佐木與宮野（小笠原次郎）
- 白領羽球部（荻野目大樹[17]）
- 雀魂 PONG☆（汪次郎[18]）
- 足球風雲 Goal to the Future（風馬成[19]）
- 卡片戰鬥!! 先導者 will+Dress（桃山團治[20]）
- 打工吧!!魔王大人（蘆屋四郎〈惡魔大元帥艾謝爾〉）
- 青之蘆葦（武藤千秋[21]）
- 盛開的阿斯諾特莉亞 吸！（エルバート・ノックス）
- 小邪神飛踢X（壞人②）
- 因為是反派大小姐所以養了魔王（別西卜[22]）
- BLUE LOCK 藍色監獄（國神鍊介[23]）
- BLEACH 千年血戰篇（巴茲比）

2023年
- 卡片戰鬥!! 先導者 will+Dress Season2（桃山團治）
- 英雄傳說 閃之軌跡 北方戰役（塔利昂·德雷克[24]）
- 淪落者之夜（路沙[25]）
- Fate/strange Fake -Whispers of Dawn-（Saber[26]）
- 卡片戰鬥!! 先導者 will+Dress Season3（桃山團治）
- 隊長小翼Season2 Jr.青少年篇（路易斯·拿破崙[27]）

2024年
- 百千家的妖怪王子（伊勢[28]）
- 肌肉魔法使-MASHLE- 神覺者候補選拔試驗篇（歐特·馬德爾[29]）
- 戰隊大失格（獅音海[30]）
- 曾經、魔法少女和邪惡相互為敵。（米勒[31]）
- 青春之箱（兵藤將太[32]）
- Fate/strange Fake（年末特別篇）（Saber[33]）

2025年
- 平凡上班族到異世界當上了四天王的故事（內村傳之助[34]）
- 炎炎消防隊 參之章（瀧義尾瀨[35]）
- Clevatess -魔獸之王與嬰兒與屍之勇者-（米爾洛[36]）
- 為你著迷（目高優一[37]）
- 星辰光輝更勝太陽（神城光輝[38]）
- 桃源暗鬼（桃角櫻介[39]）
- Fate/strange Fake（Saber[40]）

### 劇場動畫
2024年
- BLOODY ESCAPE -地獄的逃走劇-（如月[41]）
- 劇場版 BLUE LOCK 藍色監獄 -EPISODE 凪-（國神鍊介[42]）
- Code Geass 奪還的Roze（格蘭·卡庫文[43]）
- 我的英雄學院劇場版：YOU'RE NEXT（卡米爾·戈里尼[44]）

2025年
- 與愛麗絲夢遊仙境 -Dive in Wonderland-（睡鼠[45]）

### OVA
2009年
- 模型戰士GUNDAM模型製作家 起始G（男管家）

2011年
- 魔神凱撒SKL（隊員、基巴兵）
- 笨蛋測驗召喚獸〜祭〜（夏川俊平）
- 戀愛☆遷都（部下們）
- 妄想改造人改藏（「吶喊尿壺會」会員A、男子C）
- 薄櫻鬼 雪華錄（隊士、幕府官員）

2013年
- ARK9（紫堂緣）
- 鄰座的怪同學 鄰座的極道同學（TOMIO、名古屋）※漫畫12卷附贈DVD特裝版
- 翠星上的加爾岡緹亞（古格爾）

2014年
- 眷戀你的溫柔（黑田）

2015年
- 噬血狂襲 女武神的王國篇 後篇（迪米特列·瓦特拉）

2016年
- 食戟之靈「巧的下町合戰」（伊薩米·阿爾迪尼）
- 食戟之靈「暑假的繪里奈」（伊薩米·阿爾迪尼）

2017年
- 食戟之靈 貳之皿「秋月的邂逅」（伊薩米·阿爾迪尼）

2018年
- 搖曳莊的幽奈小姐（冬空凩）※漫畫第11卷附贈動畫BD限定版
- 搖曳莊的幽奈小姐（冬空凩）※漫畫第12卷附贈動畫BD限定版

### 網路動畫
- 小涼宮春日的憂鬱（電腦研部員D）
- Starry☆Sky（柑子修吾）

2021年
- 實況野球 威力高中篇（木場嵐士）

2024年
- 雀魂 槓！！（汪次郎[46]）
- 只想告訴你 3RD SEASON（荒井一市[47]）
- BEASTARS FINAL SEASON（路易[48]）

### 遊戲
- 真·三國無雙7（文鴦）
- STORM LOVER 2nd（陸・フェルナンド・ハビエル）
- 此劍即君（九十九丸）
- Princess Arthur（蘭斯洛特）
- 神影萬花鏡 時空約定（明智光秀／源博雅）
- OZMAFIA!!-vivace-（ハーメルン）
- 偶像夢幻祭（大神晃牙）
- 幻影异闻录♯FE（赤城斗馬）
- 5人の恋プリンス-ヒミツの契約結婚（五十嵐將）
- 夢色卡司（雨宮仁[49]）
- IChu 偶像進行曲（龍胆椿）
- 我的黑手黨男神（提歐）
- 碧蓝幻想（兰斯洛特、男主角古蘭）
- 夢王國與沉睡中的100位王子殿下（阿魯泰爾）
- 討鬼傳2（八雲）
- 戀與製作人（白起）
- 刀劍亂舞（大包平）
- 在茜色世界與君詠唱（德川鋼吉）
- 夢間集（屠龍刀）
- 白貓Project (ブルー)

2018年
- 最终幻想 纷争NT（洛克·柯尔）
- 搖曳莊的幽奈小姐 溫泉迷宮（冬空凩[50]）
- 真·三國無雙8（文鴦）
- 無雙大蛇3（文鴦）

2019年
- 拳皇for GIRLS（K'）
- 食之契约（威士忌、日式牛肉飯）

2020年
- 明日方舟（慑砂）
- 圣剑传说3 玛娜试炼（鹰眼）
- BLEACH: Brave Souls（巴茲比）
- 閃耀暖暖（洛昂）
- 雀魂麻將（汪次郎）
- 守望傳說（男騎士(日版)[51]）
- 食物語（黑胡椒蟹、楊枝甘露）
- 寶可夢大師（小銀）

2021年
- WIND BOYS！（佐野愛実）
- 美男王子（敘法利耶米歇爾）
- 薑餅人王國（閃電泡芙餅乾）

2023年
- 卡片戰鬥先導者ZERO（伽斯提爾）

2024年
- 鳴潮（忌炎）

2025年
- Fate/Grand Order（狮心王理查一世）

### 廣播劇CD
- 聖誕之吻 vol.4 中多紗江編〜今年も、あなたと〜（ヒーロー）
- キヨショー サテライト プラチナ（店員）
- 銀河ロイドコスモX IN ヒーロークロスライン ドラマCD（山田）
- KEROKERO ACE 2009年8月号付録・声つきマンガDVD第2弾（不良）
- 子供の領分 9、10巻（生徒）
- 新説・源氏物語 -藤壺の章-（桐壺帝）
- 絶対迷宮グリム 〜七つの鍵と楽園の乙女〜 〜危険な魔法の毒林檎!?〜（ヤギオ）
- 初音島II 第二季 「聖夜的選美小姐大作戰！」（奈奈佳的崇拜者們）
- トゥルーフォーチュン ボイスドラマVol.2「いつだってグローイングアップ!」（部員A）
- DOG DAYS Drama BOX vol.1（艾米利歐）
- 蜂之巢（酒井）
- 緋色的碎片 弐（村人B）
- ぺらぶ! ドラマCD #1（阿部健太）
- 只有花知晓（有川洋一）
- 500年的愛戀（ヒカルB）
- やたもも（八田）
- 超凡的合租屋物語「Charisma」（伊藤ふみや）

### 特攝
2017年
- 《宇宙戰隊九連者》（巴蘭斯/天秤金）
- 《超人力霸王捷德》（超人力霸王貝利亞）

2020年
- 《超人力霸王Z》（幻界魔劍 貝利亞黃昏）

2021年
- 《超人力霸王Trigger》（幻界魔劍 貝利亞黃昏）

## 外部連結
- アトミックモンキー （页面存档备份，存于）（所属事務所網站）
- おのゆーき.com （页面存档备份，存于）（公式Blog）
- 小野友樹的X（前Twitter）
- 小野友樹 Yuki Ono（Youtube） （页面存档备份，存于）
- 小野友樹的哔哩哔哩个人空间

| 前任： 多和田秀彌 （手裏劍戰隊忍忍者） | 日本超級戰隊系列金色戰士演員 (聲演) 宇宙戰隊九連者 2017年2月12日-2018年2月4日 | 繼任： 元木聖也 (兼銀色) （快盜戰隊魯邦連者VS警察戰隊巡邏連者） |